# Remi Schyns
Remi Schyns (26 januari 1999) is een Belgische atleet, die gespecialiseerd is in de 3000 m steeple. Hij veroverde tot op heden één Belgische titel.

## Biografie
Schyns veroverde in 2016 in Tbilisi brons op de 2000 m steeple tijdens de Europese kampioenschappen U18 in Tbilisi. De wedstrijd werd gewonnen door zijn landgenoot Tim Van de Velde. In 2021 werd hij op de Europese kampioenschappen U23 in Tallinn 14e in de finale van de  3000 m steeple.
In 2022 werd hij voor de eerste keer Belgisch kampioen op de 3000 m steeple. In 2023 werd hij tweede. 
Schyns is aangesloten bij Herve Athlétique Club.

## Belgische kampioenschappen
Outdoor
| Onderdeel      | Jaar |
| -------------- | ---- |
| 3000 m steeple | 2022 |

## Persoonlijke records
Outdoor
| Onderdeel      | Prestatie | Datum         | Plaats |
| -------------- | --------- | ------------- | ------ |
| 3000 m steeple | 8.18,95   | 30 april 2024 | Huelva |

## Palmares

### 2000 m steeple
- 2016:  EK U18 in Tbilisi– 5.55,06

### 3000 m steeple
- 2021: 14e EK U23 in Tallinn – 9.05,48
- 2022:  BK AC – 8.50,40
- 2023:  BK AC – 8.43,17